# Championnat d'Europe féminin de volley-ball 2001
Navigation
Italie 1999 Turquie 2003
Le 22e championnat d'Europe féminin de volley-ball a eu lieu à Varna, en Bulgarie, du 22 au 30 septembre 2001.

## Équipes présentes
| - Bulgarie (Organisateur) - Russie (Vainqueur du Championnat d'Europe 1999) - Croatie (2e au Championnat d'Europe 1999) - Italie (3e au Championnat d'Europe 1999) - France (1er Poule 1 TQCE) - Roumanie (1er Poule 2 TQCE) | - Allemagne (1er Poule 3 TQCE) - Pays-Bas (2e Poule 1 TQCE) - Pologne (2e Poule 2 TQCE) - Tchéquie (2e Poule 3 TQCE) - Ukraine (3e Poule 1 TQCE) - Grèce (3e Poule 2 TQCE) |

## Tour préliminaire

### Composition des groupes
| Poule A                                                     | Poule B                                                        |
| ----------------------------------------------------------- | -------------------------------------------------------------- |
| Site : Varna Bulgarie Tchéquie France Grèce Roumanie Russie | Site : Sofia Allemagne Croatie Italie Pays-Bas Pologne Ukraine |

### Poule A
| No | Équipe   | Points | Matches | Matches | Matches | Sets | Sets   | Sets  | Points | Points | Points |
| No | Équipe   | Points | joués   | gagnés  | perdus  | pour | contre | Ratio | pour   | contre | Ratio  |
| -- | -------- | ------ | ------- | ------- | ------- | ---- | ------ | ----- | ------ | ------ | ------ |
| 1  | Russie   | 10     | 5       | 5       | 0       | 15   | 0      | MAX   | 375    | 243    | 1,543  |
| 2  | Bulgarie | 9      | 5       | 4       | 1       | 12   | 7      | 1,714 | 416    | 397    | 1,048  |
| 3  | Roumanie | 8      | 5       | 3       | 2       | 10   | 7      | 1,429 | 376    | 370    | 1,105  |
| 4  | France   | 7      | 5       | 2       | 3       | 8    | 12     | 0,667 | 412    | 442    | 0,932  |
| 5  | Tchéquie | 6      | 5       | 1       | 4       | 5    | 13     | 0,385 | 374    | 424    | 0,882  |
| 6  | Grèce    | 5      | 5       | 0       | 5       | 4    | 15     | 0,267 | 377    | 454    | 0,830  |

### Poule B
| No | Équipe    | Points | Matches | Matches | Matches | Sets | Sets   | Sets  | Points | Points | Points |
| No | Équipe    | Points | joués   | gagnés  | perdus  | pour | contre | Ratio | pour   | contre | Ratio  |
| -- | --------- | ------ | ------- | ------- | ------- | ---- | ------ | ----- | ------ | ------ | ------ |
| 1  | Italie    | 10     | 5       | 5       | 0       | 15   | 4      | 3,750 | 445    | 373    | 1,193  |
| 2  | Ukraine   | 8      | 5       | 3       | 2       | 11   | 9      | 1,222 | 455    | 427    | 1,066  |
| 3  | Pays-Bas  | 7      | 5       | 2       | 3       | 10   | 11     | 0,909 | 462    | 490    | 0,943  |
| 4  | Pologne   | 7      | 5       | 2       | 3       | 9    | 10     | 0,900 | 405    | 423    | 0,957  |
| 5  | Croatie   | 7      | 5       | 2       | 3       | 7    | 12     | 0,583 | 410    | 440    | 0,932  |
| 6  | Allemagne | 6      | 5       | 1       | 4       | 7    | 13     | 0,538 | 424    | 461    | 0,920  |

## Phase finale

### Demi-finales 5-8
| 29 septembre | Pologne  | 3 | - | 0 | Roumanie | (25-20 25-22 25-21)             |
| 29 septembre | Pays-Bas | 3 | - | 2 | France   | (24-26 25-23 27-25 21-25 15-11) |

### Demi-finales 1-4
| 29 septembre | Russie | 3 | - | 0 | Ukraine  | (25-18 25-19 25-17) |
| 29 septembre | Italie | 3 | - | 0 | Bulgarie | (25-18 25-12 25-21) |

## Finales

### Places 7-8
| 30 septembre | Roumanie | 3 | - | 1 | France | (25-18 22-25 25-19 25-23) |

### Places 5-6
| 30 septembre | Pays-Bas | 3 | - | 2 | Pologne | (25-22 22-25 25-19 21-25 15-9) |

### Places 3-4
| 30 septembre | Bulgarie | 3 | - | 1 | Ukraine | (25-23 22-25 25-21 25-21) |

### Places 1-2
| 30 septembre | Russie | 3 | - | 2 | Italie | (21-25 25-23 25-23 18-25 15- 6) |

## Classement final
| Classement         | Pays      |
| ------------------ | --------- |
| Médaille d'or      | Russie    |
| Médaille d'argent  | Italie    |
| Médaille de bronze | Bulgarie  |
| 4e                 | Ukraine   |
| 5e                 | Pays-Bas  |
| 6e                 | Pologne   |
| 7e                 | Roumanie  |
| 8e                 | France    |
| 9e                 | Croatie   |
| 10e                | Allemagne |
| 11e                | Tchéquie  |
| 12e                | Grèce     |